# Anna Slotky
Anna Rebecca Slotky Reitano (nascida Slotky ; Buffalo Grove, 30 de junho de 1981) é uma advogada e ex-atriz americana.

## Carreira
Ela teve um papel recorrente como Denise em Sister, Sister e estrelou como convidada em 3rd Rock from the Sun, Doctor Doctor e Step by Step. Ela também interpretou Brooke, uma das crianças McCallister, em Home Alone (1990) e sua sequência Home Alone 2: Lost in New York (1992). Seu último crédito como atriz foi uma aparição especial na série Get Real da Fox em 2000.
Slotky concluiu sua graduação no Occidental College em Los Angeles, Califórnia, e obteve seu título de Juris Doctor na Faculdade de Direito Davis da Universidade da Califórnia em maio de 2008.[carece de fontes?] Ela foi admitida na Ordem dos Advogados da Califórnia em 2009, e atualmente trabalha como defensora pública do Condado de Los Angeles. Ela é uma das principais candidatas a juíza do Condado de Los Angeles, tendo chegado ao segundo turno em novembro de 2022. 

## Vida pessoal
Slotky casou-se com o animador James Reitano em 30 de abril de 2011, e deu à luz um filho em 14 de fevereiro de 2012.

## Filmografia
| Ano     | Título                         | Papel              | Notas                                                           |
| ------- | ------------------------------ | ------------------ | --------------------------------------------------------------- |
| 1990    | Doctor Doctor                  | Emily Linowitz     | "Quem Tem Medo de Leona Linowitz?", "A Última Tentação de Mike" |
| 1990    | Home Alone                     | Brooke McCallister |                                                                 |
| 1991–92 | The Torkelsons                 | Ruth Ann Torkelson | Função regular                                                  |
| 1992    | Home Alone 2: Lost in New York | Brooke McCallister |                                                                 |
| 1995–96 | Sister, Sister                 | Denise Mondello    | Função recorrente                                               |
| 1996–97 | 3ª Rock from the Sun           | Cheryl             | "Corpo e Alma e Dick", "Romeu e Julieta e Dick"                 |
| 1997    | Step by Step                   | Amanda Dank        | "Justiça Poética"                                               |
| 2000    | Get Real                       | Alison             | "Caindo em desgraça"                                            |